# Lussemburgo ai Giochi della VII Olimpiade
Il Lussemburgo ha partecipato ai Giochi della VII Olimpiade di Anversa con una delegazione di 25 atleti tutti uomini, suddivisi su 6 discipline.

## Medagliere
| Medaglia | Atleta       | Sport             | Evento       |
| -------- | ------------ | ----------------- | ------------ |
| Argento  | Joseph Alzin | Sollevamento pesi | Pesi massimi |